# Thomas Greenwood
Thomas Greenwood (født 9. maj 1851 i Woodley i Cheshire, død 9. november 1908) var en britisk folkeoplyser.
Greenwood grundlagde 1875 sammen med W.H. Smith firmaet Smith, Greenwood & Co. (senere Scott, Greenwood & Co.), der trykte og udgav handels- og industriblade og tekniske værker, blandt andet Hatter's Gazette og Oil and Colour Trades Journal. Greenwoods navn er dog mest kendt gennem hans virksomhed for det engelske biblioteksvæsen. Han udgav 1886 en håndbog Public Libraries, their Organisation, Uses and Management, der oplevede 5 udgaver, og skrev 1902 en biografi af den engelske biblioteksagitator Edward Edwards; endvidere samlede han et stort bibliografisk bibliotek, som han 1906 skænkede til Manchesters offentlige bibliotek med en sum til dets forøgelse; dette Thomas Greenwood's Library for Librarians rummer omtrent 12 000 bind.